# Serapias rainei
Serapias rainei är en orkidéart som beskrevs av E.G.Camus. Serapias rainei ingår i släktet Serapias och familjen orkidéer. Inga underarter finns listade i Catalogue of Life.